# 英國新聞獎
新聞獎（英語：The Press Awards），前稱英國新聞獎，是一項旨在表彰英國最佳新聞業的年度頒獎典禮。

## 歷史
1962年，《周日人物报》和《世界新闻报》设立了汉南·斯瓦弗奖（Hannen Swaffer Awards），名字來源自记者汉南·斯瓦弗，1963年首次颁奖。2010年奖项更名为新闻奖，不過外界經常稱之為英國新闻奖。 